# Forska Lund
Forska Lund är en fristående insamlingsstiftelse som grundades i november 2008. Dess fullständiga namn är Forska Lund - Insamlingsstiftelsen för forskning och utbildning inom Lunds universitet. Dess ändamål är att stödja forskning och utbildning vid Lunds universitet.
Stiftelsen har 90-konto.